# Ngalština
Ngalština (nebo také lingala či ngala) je bantuský jazyk používaný v severozápadní části Demokratické republiky Kongo, velké části Republiky Kongo a částečně v Angole a ve Středoafrické republice. Mluví jím více než 10 milionů lidí.

## Příklady

### Číslovky
| Ngalsky       | Česky |
| mókó          | jeden |
| míbalé        | dva   |
| mísátó        | tři   |
| mínei         | čtyři |
| mítáno        | pět   |
| motóba        | šest  |
| sámbó, nsámbó | sedm  |
| mwámbe        | osm   |
| libwá         | devět |
| zómi          | deset |

## Vzorový text
Otče náš (modlitba Páně):
Tatá na bísó, ya Likoló,
Nkómbó ya Yɔ́ ezala
na lokumo